# Smaragde Mbonyintege

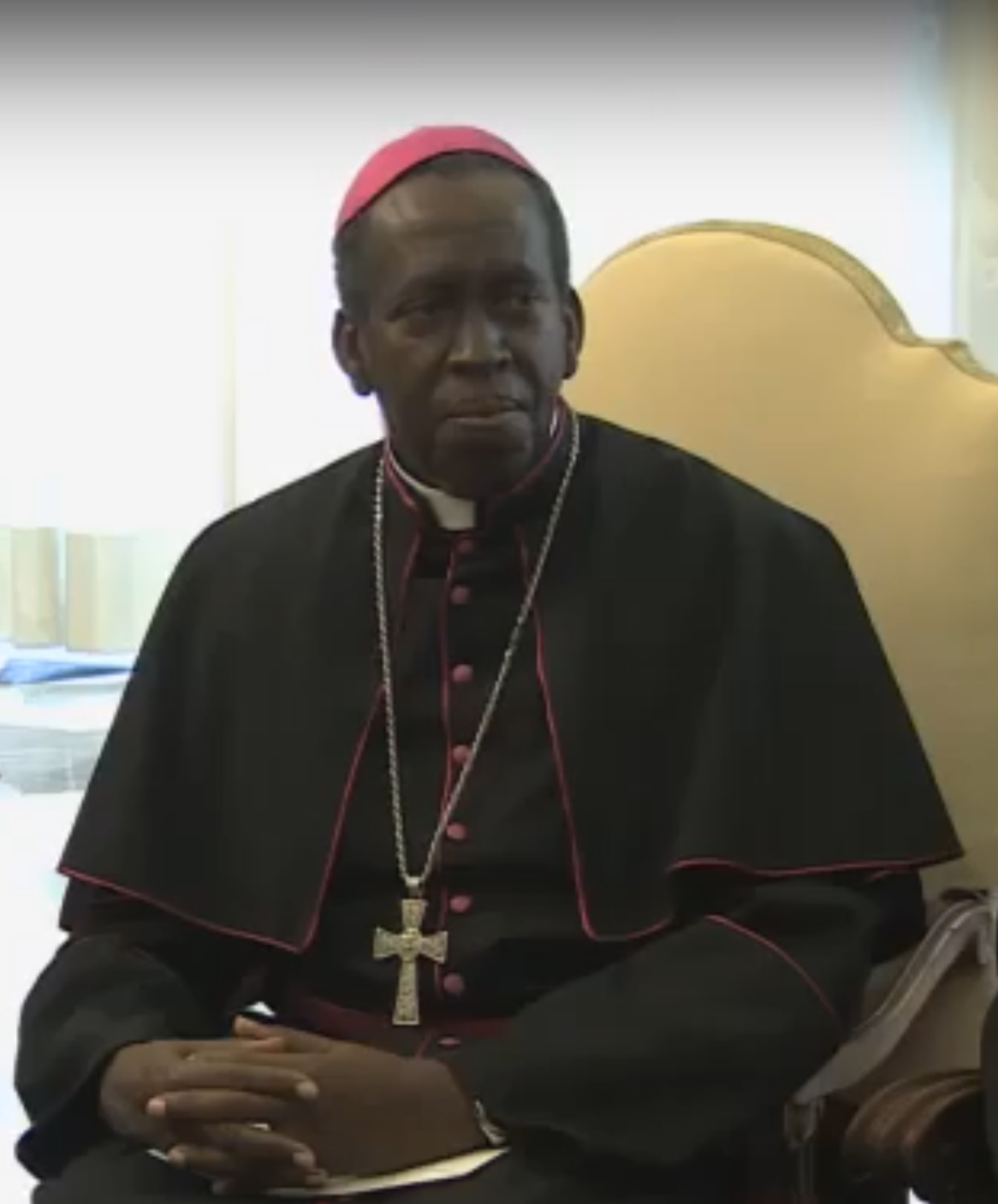
Smaragde Mbonyintege im Jahr 2014.

Smaragde Mbonyintege (* 2. Februar 1947 in Rutobwe, Gitarama, Ruanda) ist ein ruandischer Geistlicher und emeritierter römisch-katholischer Bischof von Kabgayi. 

## Leben
Smaragde Mbonyintege empfing am 20. Juli 1970 die Priesterweihe für das Bistum Kabgayi.
Papst Benedikt XVI. ernannte ihn am 21. Januar 2006 zum Bischof von Kabgayi. Der Erzbischof von Kigali, Thaddée Ntihinyurwa, spendete ihm am 26. März desselben Jahres die Bischofsweihe; Mitkonsekratoren waren Frédéric Rubwejanga, Bischof von Kibungo, und Philippe Rukamba, Bischof von Butare.
Smaragde Mbonyintege war Präsident der Bischofskonferenz von Ruanda.
Am 2. Mai 2023 nahm Papst Franziskus seinen altersbedingten Rücktritt an.